# Bo'ness Football Club
Maillots
Bo'ness Football Club est un club de football écossais basé à Borrowstounness. Le club a joué une seule année en première division du Championnat d'Écosse de football.

## Histoire
Le club a été créé en 1882 et rejoint le championnat moribond de la Eastern Football Alliance en 1891. La première année de ce championnat ne se termine même pas. Le club quitte la compétition pour ne la reprendre qu’en 1901 au sein de la Central Football Combination puis de la Midland Football League, de la Scottish Football Union et de la Central Football League. Comme un grand nombre des membres de cette fédération, Bo'ness rejoint la Scottish Football League quand celle-ci rétablit sa deuxième division en 1921. 
En 1927, Bo'ness remporte à la surprise générale la deuxième division écossaise et accède ainsi à la première division.  Le passage dans l’élite ne dure qu’une année. Bo'ness termine à la 19e place, synonyme de relégation immédiate.
Bo'ness reste quatre années supplémentaires en deuxième division et après avoir quasiment toute son existence lutté financièrement est exclu de la Scottish League au cours de la saison 1932-1933.
Comme beaucoup d’autres clubs exclus du championnat, Bo'ness continue à exister, faisant quelques apparitions dans les championnats des fédérations concurrentes, la Scottish Football Alliance, la Ligue du district d’Edimbourg ou la East of Scotland Football League.
Le club perdure jusqu’à la fin de la deuxième guerre mondiale et fusionne avec un autre club de Borrowstounness, le Bo'ness Cadora pour former en 1945 le Bo'ness United Football Club.

## Palmarès
- Champion de la Central Football League en 1909-10, 1919-20 et 1920-21
- Champion de la Midland Football League en 1903-04